# Ischioscia fasciifrons
Ischioscia fasciifrons är en kräftdjursart som beskrevs av Klaus Ulrich Leistikow 200. Ischioscia fasciifrons ingår i släktet Ischioscia och familjen Philosciidae. Inga underarter finns listade i Catalogue of Life.